# Aspidopterys harmandiana
Aspidopterys harmandiana är en tvåhjärtbladig växtart som beskrevs av Jean Baptiste Louis Pierre. Aspidopterys harmandiana ingår i släktet Aspidopterys och familjen Malpighiaceae. Inga underarter finns listade i Catalogue of Life.